# Graphe griffe
Le graphe griffe est, en théorie des graphes, un graphe possédant 4 sommets et 3 arêtes.
Le nom de graphe griffe est employé au sein de la classification de l'ISGCI (Information System on Graph Classes and their Inclusions). Le même terme découlant de la ressemblance du graphe avec la griffe schématisée d'un animal est également employé lors de l'étude des graphes sans-griffe.

## Propriétés

### Propriétés générales
Le diamètre du graphe griffe, l'excentricité maximale de ses sommets, est 2, son rayon, l'excentricité minimale de ses sommets, est 1. Il ne possède aucun cycle et sa maille est donc infinie. Il s'agit d'un graphe 1-sommet-connexe et d'un graphe 1-arête-connexe, c'est-à-dire qu'il est connexe et que pour le rendre déconnecté il suffit de le priver d'un sommet ou d'une arête.
Le graphe griffe est un arbre. De là découlent un certain nombre de propriétés. Il est ainsi possible de le tracer sur un plan sans qu'aucune de ses arêtes se croisent. Il est donc planaire. Il est également un graphe distance-unité : il peut s'obtenir à partir d'une collection de points du plan euclidien en reliant par une arête toutes les paires de points étant à une distance de 1.

### Coloration
Le nombre chromatique du graphe griffe est 2. C'est-à-dire qu'il est possible de le colorer avec 2 couleurs de telle façon que deux sommets reliés par une arête soient toujours de couleurs différentes. Ce nombre est minimal.
L'indice chromatique du graphe griffe est 3. Il existe donc une 3-coloration des arêtes du graphe telle que deux arêtes incidentes à un même sommet soient toujours de couleurs différentes. Ce nombre est minimal.
Il est possible de compter les colorations distinctes d'un graphe. Cela donne une fonction dépendant du nombre de couleurs autorisé. Cette fonction est polynomiale et est qualifiée de polynôme chromatique du graphe. Ce polynôme a pour racines tous les entiers positifs ou nuls strictement inférieurs à 2 et est de degrés 4. Il est égal à : {\displaystyle (x-1)^{3}x}.

### Propriétés algébriques
Le groupe d'automorphismes du graphe griffe est un groupe d'ordre 6 isomorphe au groupe symétrique S3. Les automorphismes correspondent à toutes les permutations possibles des trois sommets de degré 1.
Le polynôme caractéristique de la matrice d'adjacence du graphe griffe est : {\displaystyle x^{2}(x^{2}-3)}.